# Krośniewice Polna
Krośniewice Polna – dawny wąskotorowy przystanek osobowy w Krośniewicach, w województwie łódzkim, w Polsce.